# Miconia rhombifolia
Miconia rhombifolia är en tvåhjärtbladig växtart som beskrevs av Brother Alain. Miconia rhombifolia ingår i släktet Miconia och familjen Melastomataceae. Inga underarter finns listade i Catalogue of Life.